# 澤柳大五郎
澤柳 大五郎（沢柳 大五郎、さわやなぎ だいごろう、1911年8月23日 - 1995年11月3日）は、日本の美術史家。東京教育大学名誉教授。

## 来歴・人物
東京生まれ。父は明治・大正期の教育官僚、教育者の澤柳政太郎。
- 1924年 - 東京高等師範学校附属小学校（現・筑波大学附属小学校）卒業
- 1930年 - 東京高等師範学校附属中学校（現・筑波大学附属中学校・高等学校）卒業
- 1935年 - 東北帝国大学法文学部卒業
- 1949年 - 東京教育大学助教授
- 1953年 - 東京教育大学教授
- 1959年 - 文部省在外研究員として2年間欧州に留学
- 1968年 - 東京教育大学教授を退官、早稲田大学教授
- 1982年 - 早稲田大学教授を定年退職

西洋美術研究を開拓した児島喜久雄（東北帝国大学・東京帝国大学教授）の弟子の一人で後継者。
木下杢太郎（太田正雄）の研究・著作画集の編集を行った。新書などを除き歴史的仮名遣いで著訳書を刊行した。
弟子・同僚らによる『アガルマ　澤柳先生古稀記念美術史論文集』（同編集委員会編、同朋舎出版、1982年）がある。

## 著作

### 単著
- 『鴎外箚記』 十字屋書店、1949年
  - 『新輯 鴎外箚記』 小澤書店、1989年
- 『ギリシアの美術』 岩波書店（岩波新書青版）、1964年
- 『ギリシア神話と壷絵』 鹿島出版会〈SD選書〉、1966年
- 『風花帖』 みすず書房、1975年。エッセー集
- 『ギリシア美術襍稿』 美術出版社、1982年
- 『パルテノン彫刻の流転　エルギン・マーブルズ』 グラフ社、1984年
- 『木下杢太郎記』 小澤書店、1987年
- 『アッティカの墓碑』 グラフ社、1989年
- 『ヘゲソの鼻』 みすず書房、1996年。遺著・エッセー集

### 共著編
- ヨーロッパにおける人間観の研究、未来社、1982年

　（古田光、
藤田健治、
木田献一、
屋形禎亮、
澤柳大五郎、
廣川洋一、
中野幸次、
秀村欣二、
兼岩正夫、
清水富雄、
裾分一弘、
下村寅太郎、
西沢龍生、
永井博
による共編著）

### 記念論集
- ヨーロッパ精神史の基本問題 : 下村寅太郎先生退官記念論文集、岩波書店、1966年

（澤柳大五郎、
関根正雄、
村治能就、
浅野順一、
中野幸次、
秀村欣二、
兼岩正夫、
清水富雄、
渡辺金一、
下村寅太郎、
西沢龍生、
藤田健治、
永井博
による共編著）

### 編著
- 『法隆寺 金堂釋迦三尊像』 岩波書店、1949年
- 『法隆寺 寶藏小金銅像』 岩波書店、1954年
- 『様式の歴史　西洋美術のかたち』 美術出版社、1963年、改訂版1983年、1990年
- 『世界の美術館6　アテネ美術館』 講談社、1968年
- 『世界の美術館30　ギリシア国立美術館』 講談社、1970年
- 『新潮古代美術館4　永遠のギリシア』新潮社、1979年。解説者の一人。
- 『アクロポリス』 里文出版、1996年。ヨーロッパ滞在時に撮影した写真と文集。

## 主な訳書
- ヴィンケルマン 『希臘藝術摸倣論』座右賓刊行會、1943年、
  - 「ギリシア美術摸倣論」座右宝刊行会（改版）、1976年
- フルトヴェングレル、ウルリヒス 『ギリシア・ロマの彫刻』岩波書店、1956年
- ディルタイ 『近代美学史　近代美学の三期と現代美学の課題』岩波文庫、1960年、復刊1995年ほか
- ゲオルク・ムゥヒェ 『フレスコ讃歌』岩崎美術社〈双書美術の泉〉、1975年
- エルンスト・ブシォール 『或るアッティカの少女の墓』岩波書店、1978年
- ハンス・バウマン 『大昔の狩人の洞穴』岩波少年文庫、1980年
  - 元版 『岩波少年少女文学全集23』岩波書店、1968年